# بوينت أف فيو
بوينت أف فيو (بالإنجليزية: Point of View)، هي شركة أمريكية سابقة قامت بتطوير ونشر ألعاب فيديو. تأسست بوينت أوف فيو سنة 1996، وأعلنت حلها سنة 2010، وكان مقرها في إرفاين بولاية كاليفورنيا الأمريكية.